# Malapata
Malapata é um filme português de comédia, realizado por Diogo Morgado e produzido por Patrício Faísca e Joaquim Guedes. Estreou-se em Portugal a 16 de março de 2017.

## Sinopse
De um dia para o outro, Carlos e Artur ficam milionários, mas ao mesmo tempo que lhes acontece tanta sorte, o azar também acaba por lhes bater à porta, de um modo inexplicável.

## Elenco
- Rui Unas como Carlos
- Marco Horácio como Artur
- Luciana Abreu como Ana
- Helder Agapito como João
- René Barbosa como homem da cela
- Mário Bomba como chefe
- Luís de Matos como ele próprio
- Ana Malhôa como cabecilha
- Manuel Marques como rebocador Xico
- Diogo Morgado como Barbosa